# Темелух
Темелух (с греческого, Те-мелух — «заботящийся») — ангел из апокрифических текстов «Апокалипсиса» апостола Петра и «Откровения» апостола Павла.
В «Апокалипсисе» Петра Темелух предстаёт ангелом, которому после Страшного суда надлежит заботиться о детях, чьи матери совершили аборт.
В «Откровении» Павла Темелух именуется «не знающим милости ангелом», которые заберёт неправедные души «во тьму внешнюю, где плач и скрежет зубовный». В том же произведении Темелух участвует в насилии над грешником-священником: «И посмотрел я на реку огненную, и увидел человека преклонных лет, кого силою влекли двое, и кого опустили они в реку по колено. И ангел Темелух, подойдя к ним, держал в руке железо, им извлекая внутренности того старика через рот. И вопросил я ангела: „Господин мой, кто сей человек, подвергаемый такому наказанию?“ И сказал он мне: „Старик, которого ты видишь, был пресвитером, и когда он ел и пил, тогда же и служил Богу“».